# Brachysomida rugicollis
Brachysomida rugicollis är en skalbaggsart som beskrevs av Linsley och Chemsak 1972. Brachysomida rugicollis ingår i släktet Brachysomida och familjen långhorningar. Inga underarter finns listade.